# 不可抗力
不可抗力（ふかこうりょく、仏: force majeure）とは、戦争、ストライキ、暴動、犯罪、疫病、突然の法改正など、当事者が制御可能な範囲を超えた状況により、当事者の一方、または双方が契約上の義務を果たせなくなった場合に、双方の責任・義務を免除するという契約上の一般条項のことである。

## 解説
不可抗力とは、一般的に当事者の『合理的な支配』を超える事象を意図しているため、以下に記すようなものは対象外となる。
- 当事者が起こした過失、または不正行為の結果であり、当事者がその義務を履行する能力に重大な悪影響を及ぼすもの。
- 外的要因による通常かつ自然な結果。

この区別を明確にするため、屋外の公共イベントが突然中止された場合を例にとる。
中止の原因が通常の予測可能な雨である場合、これは不可抗力ではない可能性がある。
原因が鉄砲水で、会場に損害を与えたり、イベントに参加することが危険な場合、会場が既知の氾濫原にある場合や会場の周辺が豪雨に見舞われることが分かっている場合を除いて、これはほぼ確実に不可抗力となる。
いくつかの原因は、議論の余地がある境界線上のケースである可能性がある（例えば、異常に激しい雨が発生し、イベントの安全な開催や出席が不可能ではないが、非常に困難になった場合など）。これらは状況に照らして評価する必要がある。
契約に具体的に想定されている（含まれている）状況-例えば、屋外イベントの契約において、雨天時のキャンセルが明確に許可または要求されている場合。
国際法の下では、国家の制御を超えた不可抗力や予期せぬ事態により、国際的な義務を果たすことが実質的に不可能になることを指す。したがって、それは非常事態の概念に関連している。
特定の状況における不可抗力は、不可抗力の一般的な概念ではなく、契約を管理する法律によって制御される。契約では、多くの場合、どのような場合が不可抗力となるか、ということを契約条項によって規定している。したがって、責任は、法令や一般法の原則ではなく、契約ごとに決定される。不可抗力が特定の契約に適用されるかどうか、及びどのように適用されるかを評価する最初のステップは、その契約を管理する国や州などの法律を確認することである。

## 目的
時間的制約のある契約や、その他の機密性の高い契約では、当事者が外部干渉の影響を防止または制限するための合理的な措置（または特定の予防措置）を講じない場合に、この条項の適用を制限するために作成される場合がある。不可抗力は、一方または双方の当事者の義務の全部または一部を免除するように機能する場合がある。例えば、ストライキにより、商品の適時な配送が妨げられる可能性があるが、配送された部分に対する適時な支払いは妨げられない可能性がある。
不可抗力はまた、契約の履行を妨げる圧倒的な力そのものである場合もある。この場合、それは実際には、不可能性または実行不可能性の抗弁となる。
軍事分野では、不可抗力は少し違った意味を持つ。これは、船舶や航空機に起こる外部または内部の事象で、通常は制限されている区域にペナルティなしに入ることができることを示唆する。例として、2001年4月に米海軍の航空機が中国の戦闘機と衝突し、その後中国軍の空軍基地に着陸した海南島事件がある。不可抗力の原則の下で、航空機の着陸は干渉なしに許可されなければならない。
契約、特に長期の契約における不可抗力条項の重要性は、契約上の義務から当事者を解放する（またはその義務を一時停止する）ものであるため、いくら強調しても、し過ぎるということはない。不可抗力の事象や状況として何が認められるかは、契約の交渉において多くの論争の原因となる可能性があり、当事者は、一般にそのリスクに晒されるべきものを含めるという相手方の試みに抵抗する必要がある。例えば、石炭供給契約では、鉱業会社は「地質学的リスク」を不可抗力事象として含めるよう求める場合がある。しかし、鉱業会社は、その地質埋蔵量の広範な調査と分析を行う必要があり、その石炭供給に地質学的制限が生じるというリスクを冒すことができないなら、石炭供給契約の交渉さえ行うべきでない。
もちろん、その交渉の結果は、当事者の相対的な交渉力に依存し、不可抗力条項を当事者が効果的に利用し、不履行に対する責任を免れることができるケースもある。
不可抗力の解釈は法制度によって異なるため、特に国際レベルでは、契約に不可抗力の具体的な定義が含まれるのが一般的である。不可抗力を天災（洪水、地震、台風など）に限定し、人的または技術的障害（戦争、テロ、労働争議、電気・通信システムの中断・故障など）を除外する制度もある。契約書の作成において、不可抗力と他の不可抗力の形を区別することが助言のポイントである。
結果として、自然災害の発生が多い地域での不可抗力は、契約において不可抗力とみなされる事象の規模を定義する必要がある。例えば、非常に地震が多い地域では、発生確率の調査などに基き、現場での揺れの大きさを技術的に定義し、契約書に記載することができる。このパラメータは、後で建設現場で監視することができる（一般的に合意された手順を使用）。地震は、小さな揺れであったり、損害を与えるような事象であったりする。地震の発生は、損害や破壊の発生を意味するものではない。小規模及び中規模の事象については、契約プロセスの要件を確立することは合理的であるが、大規模な事象については、必ずしもそうすることが実行可能または経済的であるとは限らない。不可抗力条項における「地震による損害」などの概念は、特に他に基準となる構造物がない地域や、ほとんどの構造物が耐震安全性がない地域では、混乱を明確にするのに役立たない。

## 一般的な法における不可抗力
不可抗力が契約に規定されていない（もしくは関連する事象が不可抗力条項の範囲に含まれない）場合、および不可抗力により履行が妨げられる場合、それは契約違反となる。欲求不満の法則は、契約不履行の当事者自身がが契約を終了させるために利用できる唯一の方法となる。契約の不履行により、無実の当事者から契約の実質的な利益全てが奪われた場合、それは否認違反となり、無実の当事者は契約を終了し、その否認違反に対して損害賠償を請求できる。
英国の裁判所が解釈しているように、「force majeure」という言い回しは、「act of God（神の行為）」または「vis major」よりも広範な意味を持つ。裁判官は、通常は「vis major」に含まれないストライキや機械の故障が「force majeure」に含まれることに同意した(ただし、機械の故障の場合、メンテナンスまたはその欠如は所有者の管理範囲内にあるため、不可抗力の主張を否定する場合がある)。
しかし、この用語を悪天候、サッカーの試合、また葬儀による遅延にまで拡大することはできない。英国のMatsoukis v. Priestman & Co (1915) は、「これらは作業を中断させる通常の事象であり、被告は契約を結ぶ際に、間違いなくこれらを考慮した...「不可抗力」という言葉は、一般的には英語の契約に見られない言葉である。この言葉はナポレオン法典から引用されたもので、ルーマニアの紳士か、大陸での使い方に精通していた彼のアドバイザーが挿入したものであることは間違いない。」Hackney Borough Council v. Dore (1922) では、「この表現は何らかの物理的または物質的な拘束を意味し、そのような拘束に対する合理的な恐れや懸念は含まれていない」とされた。
Dharnrajmal Gobindram v. Shamji Kalidas [All India Reporter 1961 Supreme Court (of India) 1285] では、「この問題に関する判決を分析すると、この表現は、不履行の当事者が制御できなかった何らかの影響から救うことを意図している場合に言及がなされていることを示している」とされた。
不可抗力条項が関連する重大な事象をカバーしていたとしても、履行が①より困難になり、②より費用がかかり、③収益が減少した場合には、履行できない当事者が条項の恩恵を受けることはない。
例えば、米国の当事者は、COVID-19のパンデミックを不可抗力として使用し、①予期せぬ事象、②当事者の管理外、③履行不可能、または非現実的という要素を適用することで契約上の責任を免れようとした。

## 民法における不可抗力

### フランスの場合
フランスの法律において、被告が不可抗力を主張するためには、不可抗力として提案された事象は3つの条件に合致する必要がある。
1. 外部性 - 被告が、その事象の発生とは無関係であること。
2. 予測不可能性 - もしその出来事が予測できたのであれば、被告はそれに対して準備する義務がある。予測可能な出来事に対して準備しなかった場合、被告は責任を問われることになる。この基準は非常に厳格に適用される[注釈 1]。
3. 揺るぎなさ - その事象の結果が間違いなく予防不可能であったこと。フランスの法律において不可抗力の候補となる他の事象は、台風や地震である。不可抗力は責任に対する抗弁であり、フランスの法律全体に適用される。不可抗力と偶然の出来事はフランス法では別個の概念である。

### アルゼンチンの場合
アルゼンチンでは、不可抗力（不可抗力と予測不可能な事象）はアルゼンチンの民法第512条で定義され、第513条で規制されている。これらの条によると、不可抗力は次の特性によって定義される。
- 予測できなかった事象、または予測ができたとしても抵抗することができなかった事象 - これらから、自然の作用の中には予測できるものもあると言えるが、その結果に抵抗することができない場合は不可抗力とみなすことができる。
- 外部性 - 被害者は、直接的にも間接的にも、その出来事の原因とは何の関係もないこと。火災やストライキであった場合など。
- 予測不可能性 - その事象は、義務の原因よりも後に発生したものでなければならない。
- 不抵抗性 - 被害者は決してその影響を克服できないこと。

アルゼンチンでは、契約上または非契約上の義務に関する民事責任において、「Act of God（神の行為）」を使用することができる。

## 私法統一国際協会の原則
私法統一国際協会の国際商業契約原則の第7条1項7号は、一般法や民法の用語の概念と類似しているが、同一ではない不可抗力の形式を規定している。履行からの救済は、「その当事者が、不履行はその制御を超える障害によるものであり、契約の締結時にその障害を考慮に入れること、またはその障害もしくはその結果を回避、もしくは克服することが期待できないことを証明した場合に」与えられる。